# آلمان در ۲۰۲۲
آلمان در ۲۰۲۲ گاه‌شماری از مهم‌ترین رویدادها در سال ۲۰۲۲ در کشور آلمان است.

## حاکمان
- رئیس‌جمهور: فرانک والتر اشتاین مایر
- صدراعظم: اولاف شولز

## رویدادها
- ۲۸ دسامبر - ۴ ژانویه – تور اسکی ۲۰۲۱–۲۲
- ۲۸ دسامبر-۶ ژانویه – مسابقات چهار تپه ۲۰۲۱–۲۲
- ۱۴–۱۶ ژانویه – مسابقات اسکیت سرعت پیست کوتاه اروپا ۲۰۲۲
- ۲۴ ژانویه – تیراندازی در دانشگاه هایدلبرگ
- ۲۴–۳۰ ژانویه – مسابقات قهرمانی اروپا آزاد IBU 2022
- ۳۱ ژانویه – تیراندازی کوسل ۲۰۲۲